# 前650年
| 千纪： | 前1千纪 |
| 世纪： | 前8世纪 \| 前7世纪 \| 前6世纪 |
| 年代： | 前680年代 \| 前670年代 \| 前660年代 \| 前650年代 \| 前640年代 \| 前630年代 \| 前620年代                                                                                       |
| 年份： | 前655年 \| 前654年 \| 前653年 \| 前652年 \| 前651年 \| 前650年 \| 前649年 \| 前648年 \| 前647年 \| 前646年 \| 前645年                                                         |
| 纪年： | 周襄王二年 魯僖公十年 齊桓公三十六年 晉惠公元年 秦穆公十年 宋襄公元年 楚成王二十二年 衛文公十年 陳宣公四十三年 蔡穆侯二十五年 曹共公三年 郑文公二十三年 燕襄公八年 杞成公五年 |

## 大事记
- 齊國進攻晉國，入孟門、登太行山。
- 晉惠公派郤芮誅殺里克。
- 欧洲发生了氣候變遷，歐洲所有青铜时代文化受到影響，气候變得更加寒冷和潮湿，斯堪的纳维亚半岛的部落開始向南迁移至欧洲大陆。

## 逝世
- 里克，中國春秋時期晉國將軍。